# Берёзовка (город, Беларусь)
Берёзовка, Березовка (бел. Бярозаўка) — город в Лидском районе Гродненской области Республики Беларусь, в 27 километрах на юго-восток от Лиды. Население — 9 395 человек (на 1 января 2025 года). Градообразующее предприятие — стеклозавод «Неман». Площадь города 773,8 га.

## История
История этих мест тесно связана с развитием стекольного производства. Березовка была основана в конце XIX века. Город образовался около основанных в Лидском повете Виленской губернии гут — так на Белой Руси называли стеклодувные мастерские. Первая гута открылась в 1875 году на территории хутора Устрань Борки.
19 сентября 1883 года местный помещик Зенон Ленский обратился в Лидское уездное управление повета за разрешением «устроить в лесной даче имения моего Заенчицы стекольный завод, или гуту, для выделки стекла и стеклянных посуд». На прошение Ленского представители власти отреагировали достаточно оперативно. Также потребовалось и согласие местных жителей из соседних деревень, что отмечено в протоколе обследования местности: «Каких-либо препятствий к открытию стекольного завода в осматриваемой местности не найдено…». Гута расположилась у Чёрной речки и уже в 1885 году дала первую продукцию, о чём говорят сведения, приведенные в описи фабрик и заводов Виленской губернии, где сообщается, что в Лидском уезде на заводе помещика Ленского работает 28 человек, а сумма производства составила 2000 рублей. Производит пивные бутылки. Работает 16 мужчин, 6 женщин, 6 подростков.
В 1891 году Ленский сдает гуту в аренду приехавшим в Березовку строить свое предприятие главному инженеру Дядьковского стеклозавода Вильгельму Альбиновичу Краевскому и руководителю художественной мастерской завода Юлиусу Августиновичу Столле. Арендаторы расширяют производство, устанавливают 10-ти сильный локомобиль, выпускают ламповое стекло, аптекарскую и хозяйственную посуду, начинают варить хрусталь. Количество рабочих увеличилось до 148 человек. Из Польши на завод приезжают квалифицированные мастера; перестраивается печь, устанавливается ручной пресс для производства стаканов, запускается шлифовня на 12 станков и 8 шайб с ножным приводом. Численность рабочих — 200 человек. Ввиду отказа Ленского продать завод, в 1896 году в 4-х километрах от арендуемой «Старой гуты» компаньоны строят «Новую гуту» с рекуператорной печью на 12 горшков, двумя шлифовнями, приводимыми в движение паровыми машинами мощностью 60 и 90 лошадиных сил. Между двумя гутами в 1894 году проложили телефонную линию — первую во всем Лидском уезде.
В то же время ещё один помещик, Андрей Фелицианович Квецинский, подает прошение о строительстве стекольного завода. Необходимые средства Квецинскому предоставили местные купцы Каплинский, Бронер и Трубович, которые в то время занимались торговлей, заготовкой и сплавлением древесины. Выбранной площадкой для строительства завода Квецинского стало урочище Березовка, находящееся примерно в 3 километрах от Немана, где располагается нынешнее ОАО "Стеклозавод «Неман», вокруг которого и появились первые поселенцы-березовчане. 28 мая 1898 года Квецинский сообщает: «Честь имею доложить Губернскому правлению, что работы по стройке и оборудованию стекольного завода в принадлежащем мне имении Островня Лидского уезда закончены». Однако в 1899 В. Краевский и Ю. Столле приобретают завод, построенный в Березовке купцами. Он становится головным предприятием компании «Краевский и Столле» и называется «Хрустальная фабрика Неман-А». «Новая гута» переименовывается в «Неман-Б». «Старая гута» ликвидируется.
После безвременной кончины Вильгельма Краевского в 1905 году Юлиус Столле, выплатив долю вдове компаньона, становится единоличным владельцем заводского объединения. Он приглашает из-за рубежа прославленных специалистов. В 1909 от станции «Неман» Полесской железной дороги подводит к производству узкоколейку. В каталоге компании Ю. Столле «Niemen», выпущенном в 1911 году, представлено 1828 образцов изделий — столовая посуда, бокалы, фужеры, стаканы, вазы, подсвечники, сахарницы, солонки, масленки, креманки, флаконы. До Первой мировой войны гуты Столле работали 4 стекловаренные печи со съемом 4500 тонн стекломассы в год, численность работающих составляла 1023 человека. Представительства фирмы были открыты в Санкт-Петербурге и Москве, Одессе и Риге.
К 1915 к Березовке подошел фронт. Отступая, русские войска подожгли стеклозавод «Неман-Б» вместе со складами готовой продукции, а на территории гуты в урочище Березовка сделали конюшню.
С 1927 года завод возглавляют сыновья скончавшегося Юлиуса Столле — Бронислав в должности коммерческого директора, и Феликс, ставший техническим директором. Уже в 1928 году объём стекломассы по сравнению с 1926-м возрос на 57 %. С помощью завода к 1931 году были построены узкоколейка и мост через Неман (братья оплатили половину стоимости строительства). В первую очередь это было нужно самим владельцам стеклозавода, которые к тому времени отправляли продукцию в Польшу, Францию и другие страны.
Одновременно с этим сыновьями Столле положено начало развитию инфраструктуры Березовки. Построены контора предприятия, дом опеки матери и ребёнка, помещение пожарной части, костел, семилетняя школа, стадион. Организован духовой оркетр пожарников, хор «Лютня». Также определились первые улицы: Въездовая, Мостовая, Прогулочная, Спортивная, Костельная, Прага, Новая, Фабричная, Ясная.
В эти же годы на заводе было много недовольных, проходили забастовки. Требования людей были разные: повысить заработную плату, разрешить профсоюз, открыть кассу взаимопомощи для выдачи страховых в случае увечья на производстве и другие. Последняя забастовка проходила в 1936 году и продолжалась 3 месяца. Для её подавления привлекли полицию, а особо активные березовчане были осуждены и отправлены в тюрьмы.
Во время Второй мировой войны предприятие работает на нужды Рейха, но в 1943 году его сжигают советские партизаны.
В связи с воссоединением Западной области Беларуси с БССР «Неман» национализирован советской властью. Владельцы завода уехали в Польшу.
В послевоенное время началось восстановление разрушенного завода. Директором назначен И. М. Бриль, затем В. И. Крень, главным инженером Г. Шалль, организовавший изготовление товаров первой необходимости —оконного и лампового стекла. Возобновлено производство стеклопосуды. В Березовку из Смоленской области переехали с семьями 140 рабочих стеклозавода «Красное знамя», уничтоженного фашистами. Общее количество работающих — 393 человека.
Город находится в составе Лидского района с декабря 1962 года.
Также с 1962 до февраля 1981 год завод возглавил Сергей Лукьянович Корзюк. Во время его руководства в практику завода были внедрены: непрерывная технология варки и выработки цветных и хрустальных изделий, механизированное производство изделий на ножке, организация производства витражного стекла, смальты, облицовочной плитки и рассеивателей, выплавка чугуна и стали.
Уже при нём был введен в строй и второй корпус, многие процессы стали автоматизированными. В годы его управления вместе с реконструкцией завода рос и поселок. Строится первый в Березовке жилой микрорайон, появились 4- и 5-этажные дома, построены два детских сада и две средние школы, профессионально-техническое училище, Дом культуры, магазины, больница, столовые, общежитие. Застраиваются и асфальтируются новые улицы, широко ведутся работы по благоустройству (газификация, водоснабжение, канализация и другое). Именем Корзюка названа одна из центральных улиц Березовки, а на доме, где он проживал, установлена памятная доска.
В дальнейшем были открыты детский сад № 3 и средняя школа № 3, построены заводской профилакторий, Дом пионеров, церковь и костел. При Дворце культуры создана рок-группа «Столле» и панк-группа «Скарлетт», детский танцевальный кружок «Крышталь» и ансамбль барабанщиц.
В 1965 году рабочий посёлок передан из ведения Совета в состав района.

## Демография
Численность населения — 9 395 человек (на 1 января 2025 года).
| Численность населения:                                                                          |
| Графики недоступны из-за технических проблем. См. информацию на Фабрикаторе и на mediawiki.org. |

| Год            | 1905 | 1959 | 1970   | 1979   | 1989    | 2006    | 2018    | 2019   | 2020   | 2022  | 2024  | 2025   |
| -------------- | ---- | ---- | ------ | ------ | ------- | ------- | ------- | ------ | ------ | ----- | ----- | ------ |
| Население чел. | 3    | 3682 | ▲ 5601 | ▲ 8522 | ▲11 418 | ▼11 239 | ▼10 311 | ▼10223 | ▼10155 | ▼9900 | ▼9521 | ▼9 395 |

## Экономика
- Градообразующее предприятие — стеклозавод «Неман»[14]

## Религия
В 1928 году в Берёзовке создан приход Сошествия Святого Духа. В 1932 году построен костел в новозакопанском стиле, разрушен в 1954 году. В 1992 году построен новый костел, который был законсервирован 18 августа 2001 года[9]. В 1994 году построена православная церковь Жировичской Богоматери.

## Культура
- Березовский музей стекла[16]
- Музей истории Берёзовки
- Этнографический музей «Сялянская хатка» ГУО «Березовская средняя школа № 3»

## Галерея

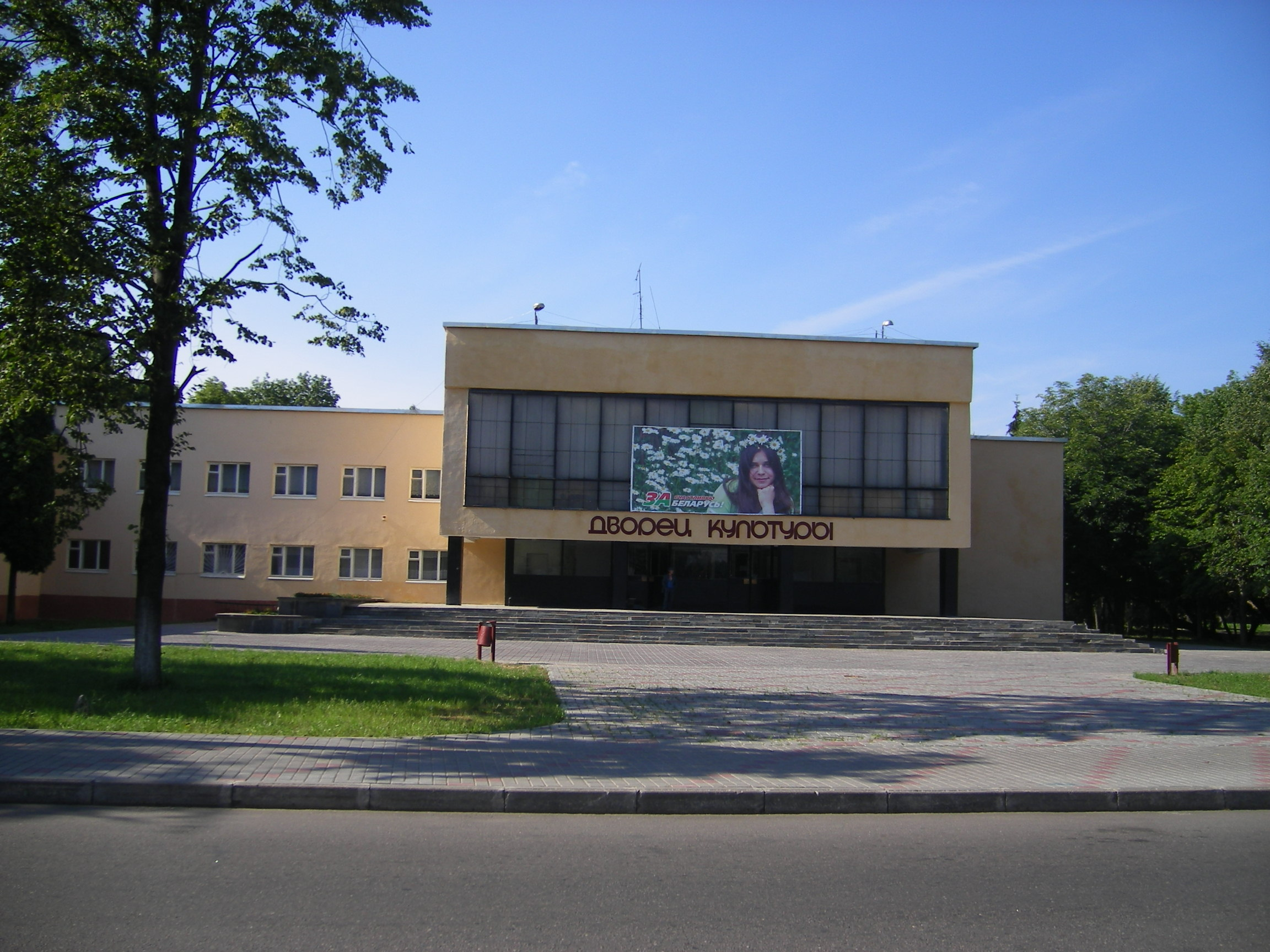
Дом культуры
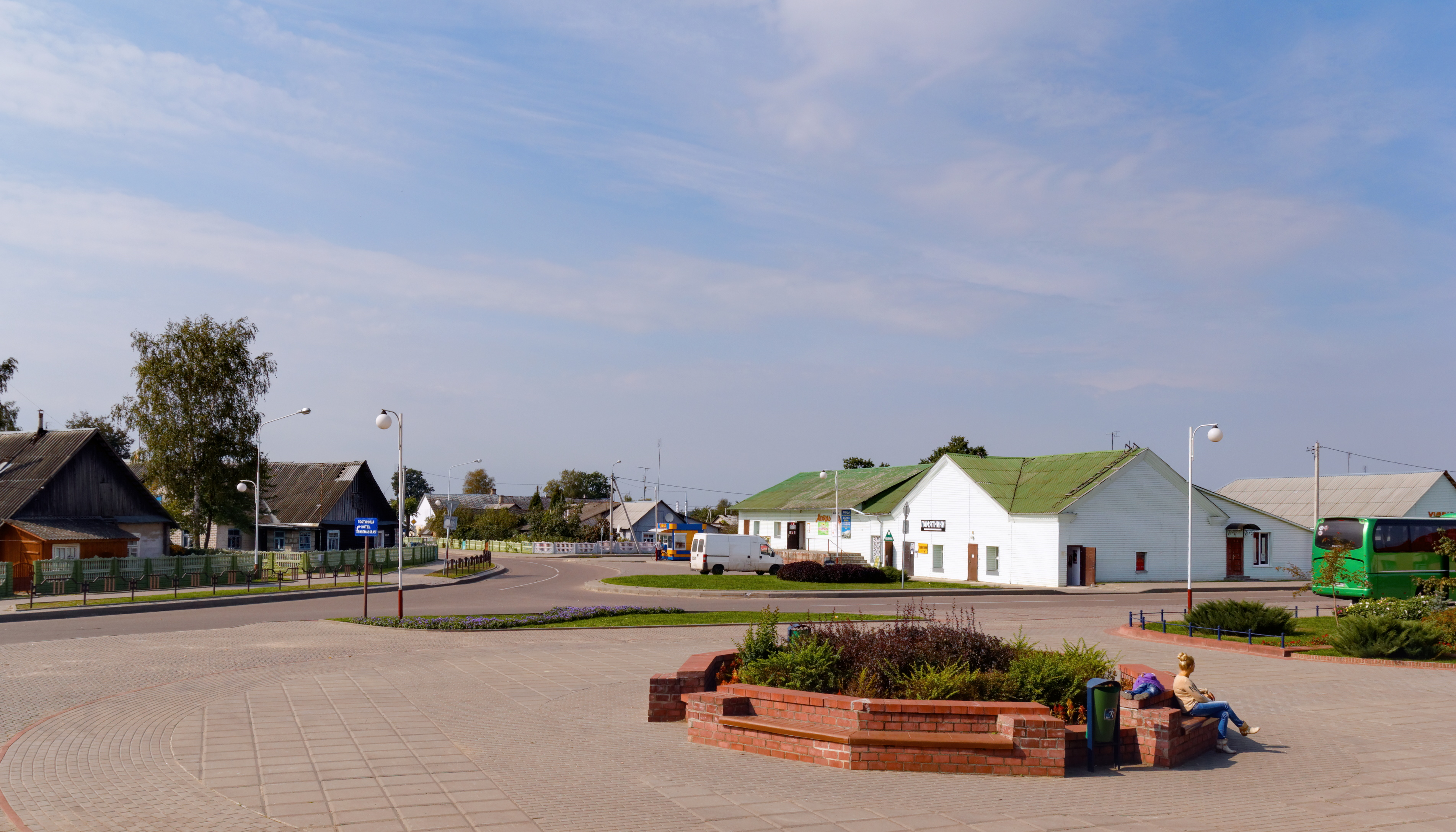
Площадь перед заводом
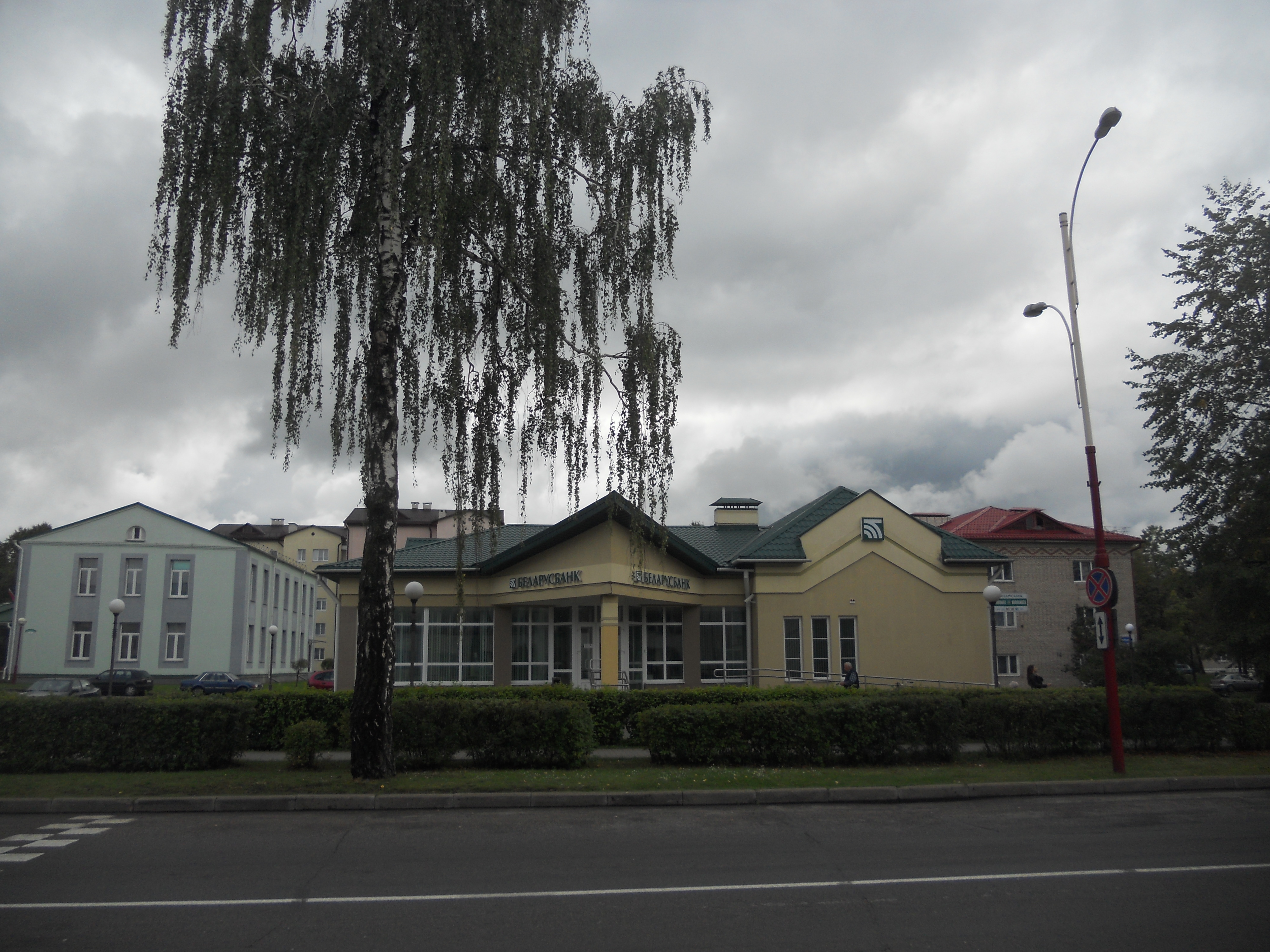
Здание Беларусбанка
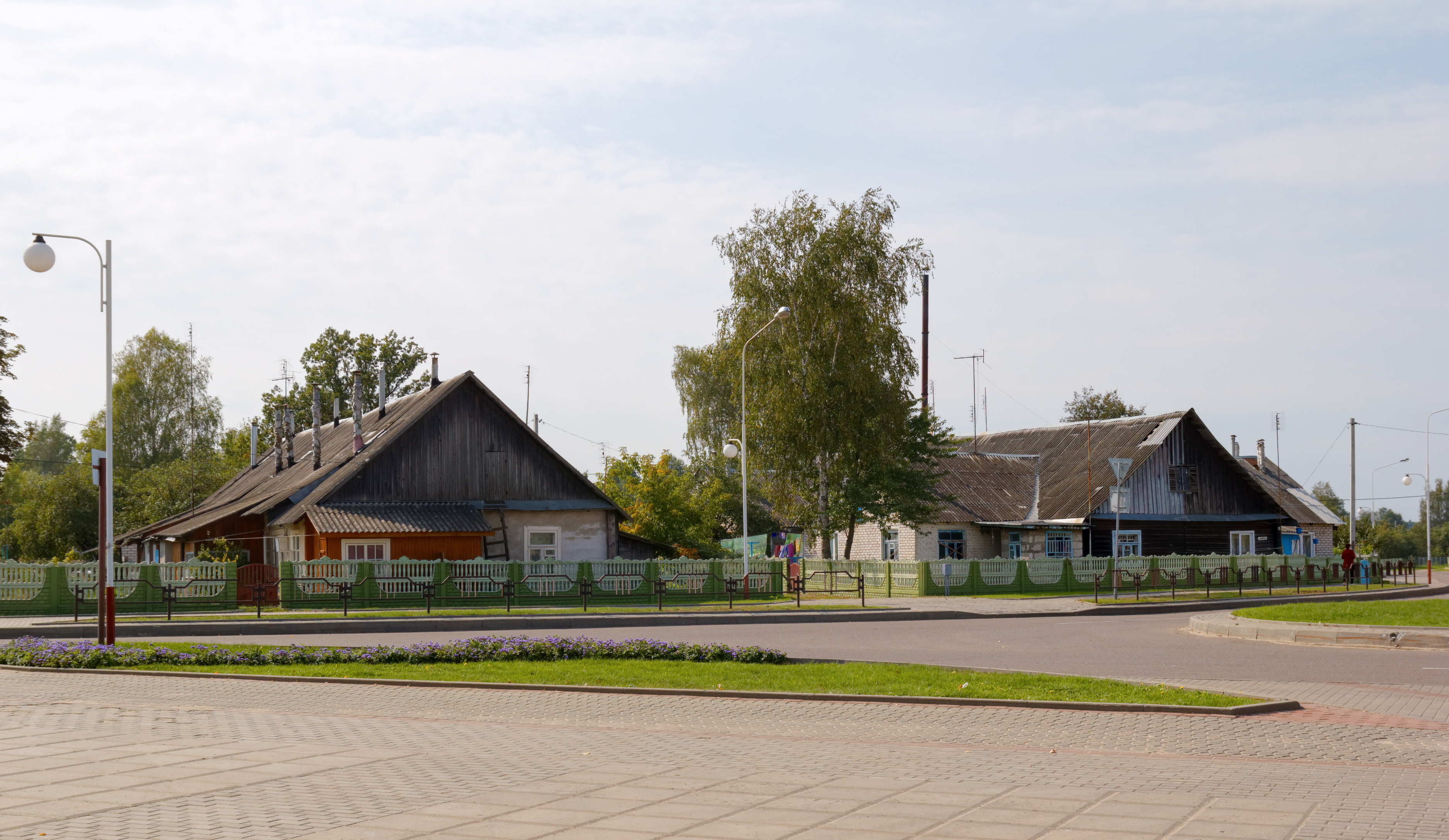
Дома на Заводской улице
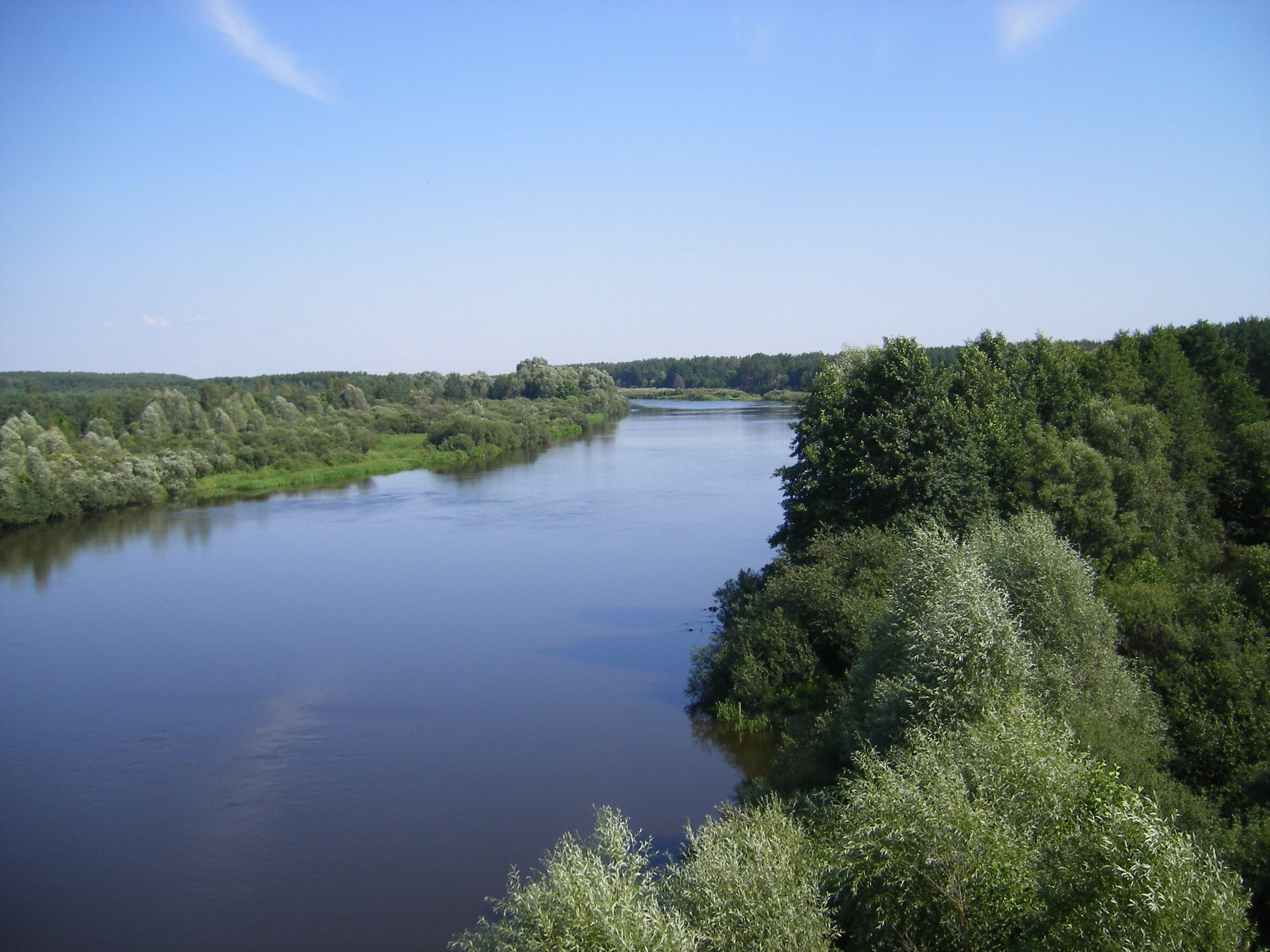
Неман
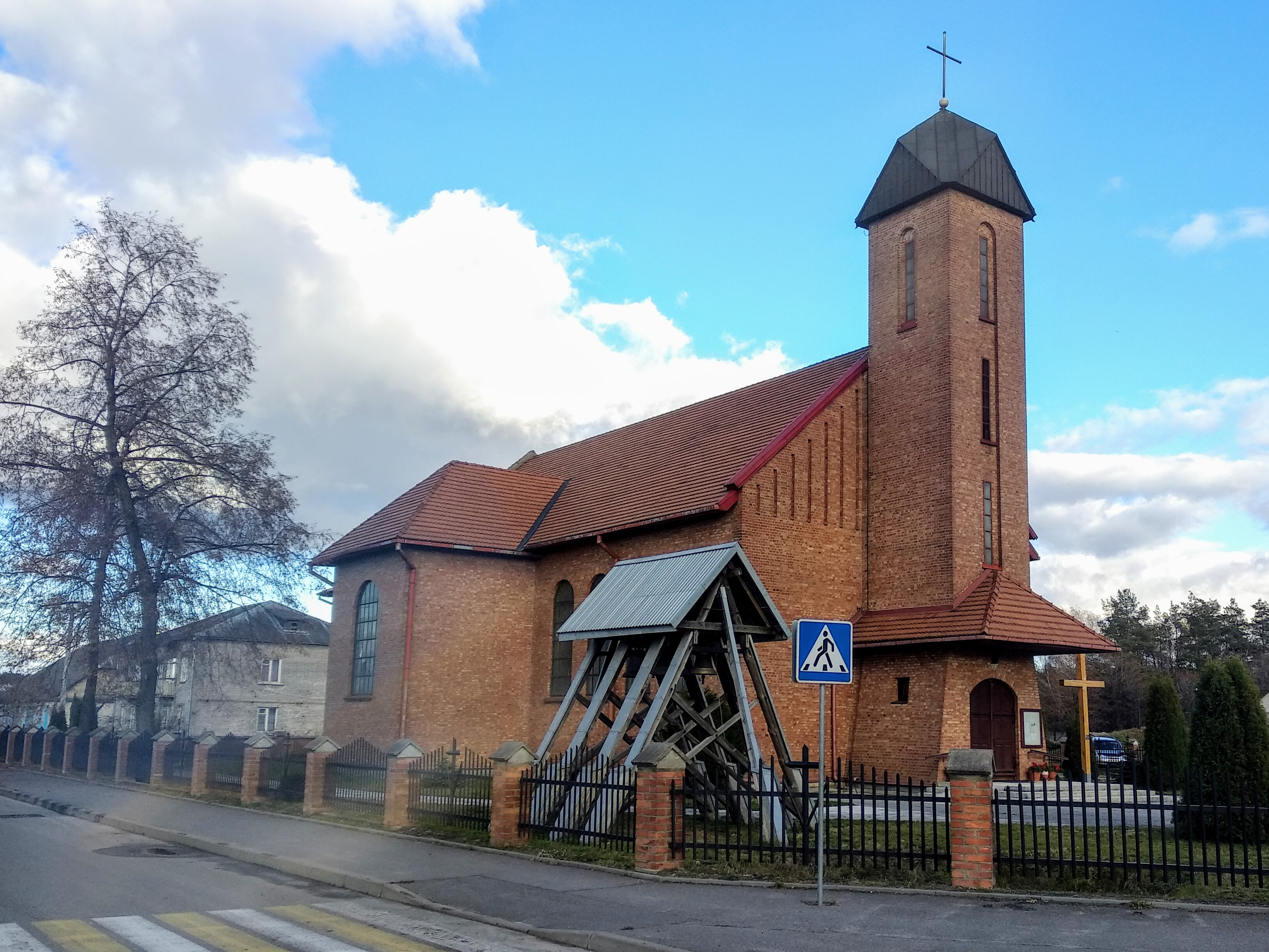
Костёл
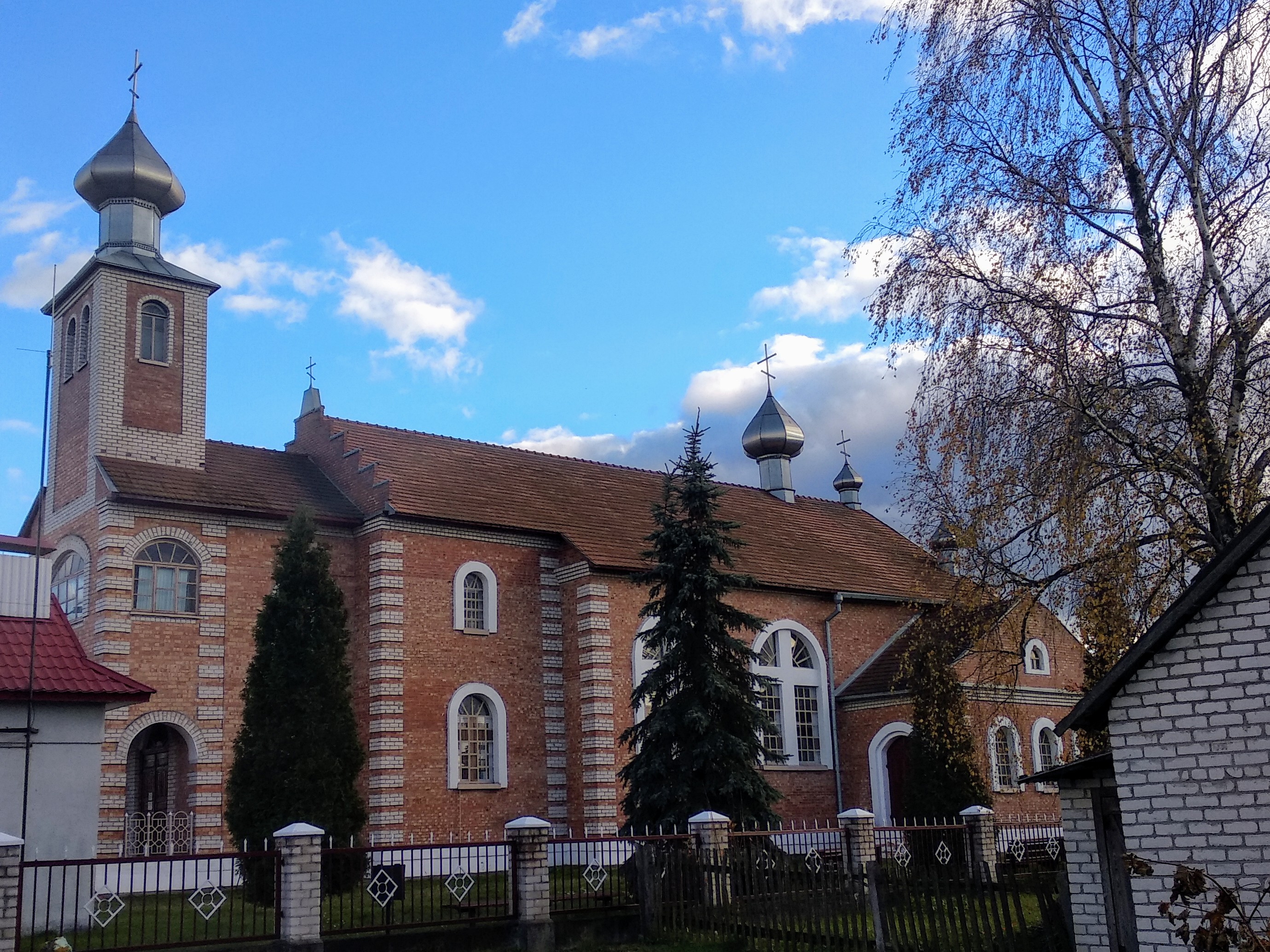
Церковь